# 天宁寺 (海盐)
海盐天宁寺为位于中国浙江省嘉兴市海盐县武原街道海滨西路143号（原海盐县城西门外三里）的一座佛教禅寺，原名禅悦院，北宋崇宁四年（1105）改今额。寺院四面环水，今中轴线上依次为山门、大雄宝殿、千佛阁和镇海塔，其中千佛阁为明崇祯元年（1628）重建（其须弥座台基西侧束腰处存有明崇祯《本山重筑石台记》）、清代重修，镇海塔为元后至元三年（1337）始建，清道光十八年（1838）重修，今尚有部分早期遗存，其它均为近年新建，山门面阔三间，单檐歇山顶，大雄宝殿、千佛阁面阔均为五间两层，重檐歇山顶，镇海塔为七层八面的楼阁式塔。
千佛阁通面宽27.5米，通进深17米，高22米，建筑面积777.5平方米，斗栱为五铺作双下昂，柱子设有侧脚，其须弥座与室内梁、枋、斗栱、雀替等处存有花卉、动物、建筑等图案的木雕、石雕300余幅，为浙江省单层面积最大的木构古建筑之一，被建筑学家陈从周誉为“浙江第一阁”。
镇海塔现存塔下地宫、石砌基座和底部三层砖砌塔身，顶部四层砖砌塔身及各层木构檐廊（含副阶、腰檐、平座和栏杆）和塔刹等为2003-2006年重修恢复。原塔身残高20.7米，边长4.57米，对径11米，基座为须弥座，尚存元代建筑风格，每层八面间隔辟门，其位置逐层相错，塔内楼梯采用壁内折上式，塔下地宫为方形竖穴式。